# فرخنده فیروزه‌ای
فرخنده فیروزه‌ای (نام علمی: Tangara mexicana) یک پرنده گنجشک‌سان با جثه متوسط از خانواده فرخندگان است. این پرنده ساکن ترینیداد، بیشتر برزیل، کلمبیا و ونزوئلا از جنوب تا بولیوی است (علی‌رغم نام علمی آن، در مکزیک یافت نمی‌شود). محدود به مناطقی با جنگل‌های مرطوب است و پراکنش ترجیحی آن آمازون است، در حالی که جمعیتی جدا از هم در جنگل اقیانوس اطلس در شرق برزیل وجود دارد. جمعیت اخیر، گاهی یک گونه جداگانه، فرخنده شکم‌سفید (Tangara brasiliensis) در نظر گرفته می‌شود.

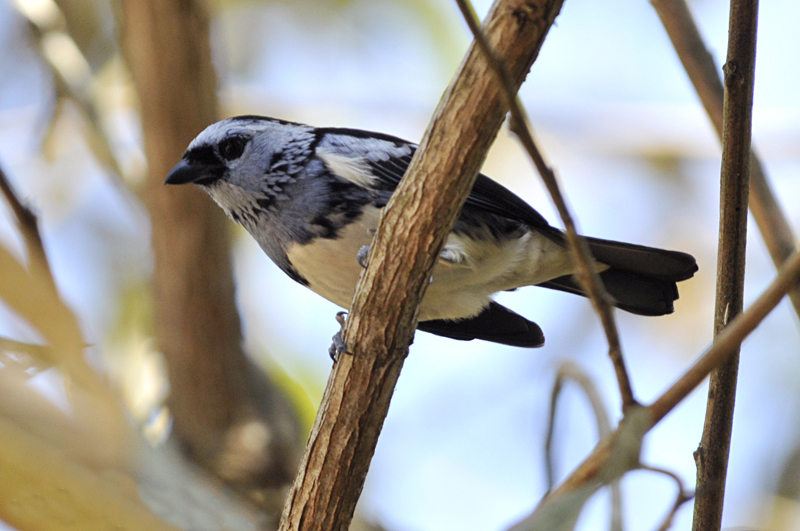
T. m. brasiliensis با پرهای آبی کم‌رنگ، لبه شاهپراولی‌های آبی و شکم سفید، گاهی یک گونه جداگانه در نظر گرفته می‌شود.
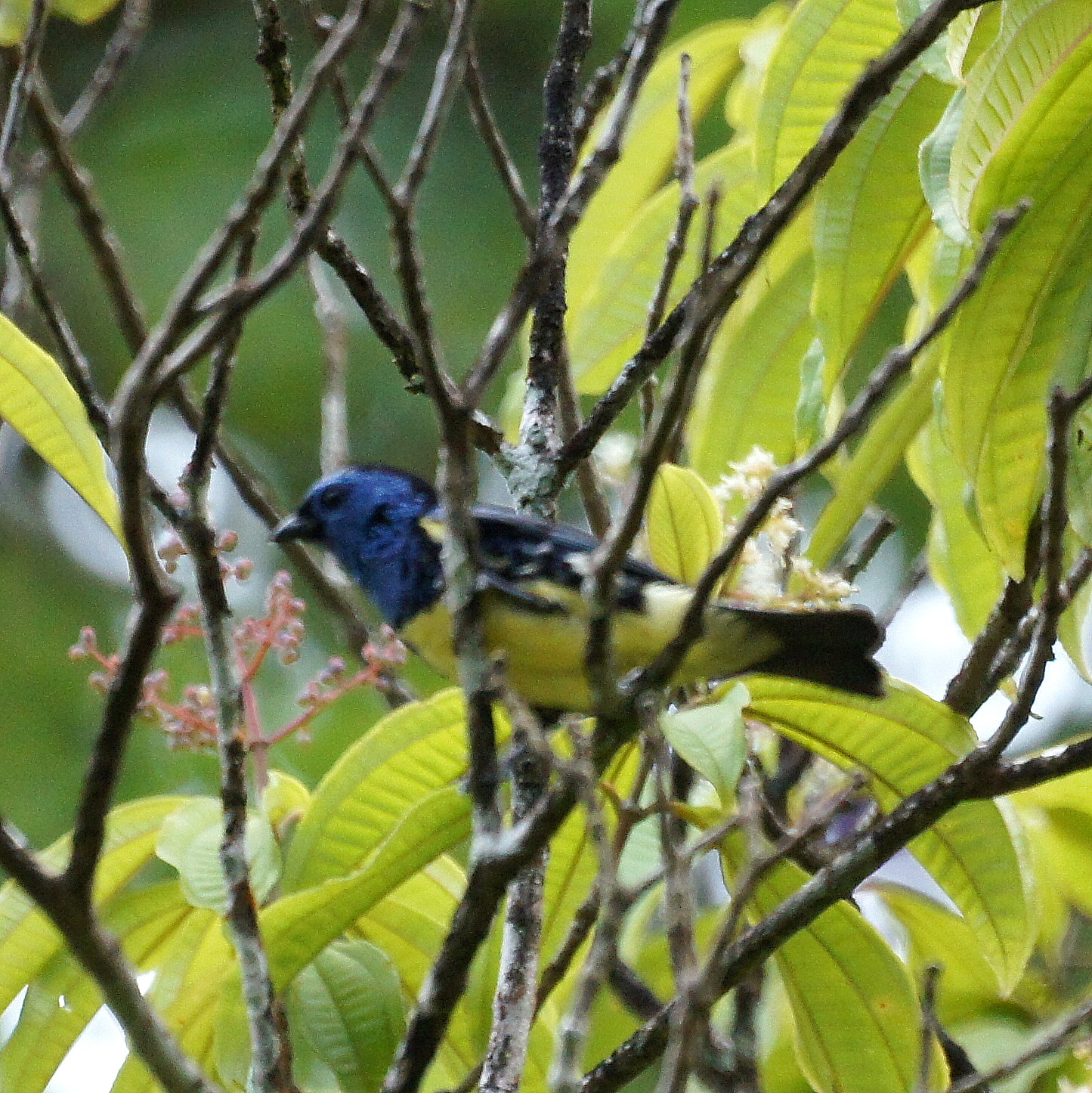
T. m. vieiloti از ترینیداد تیره‌ترین زیرگونه است.